# Christina Schües
Christina Schües (* 1959) ist eine deutsche Philosophin und Professorin für Philosophie am Institut für Medizingeschichte und Wissenschaftsforschung (IMGWF) an der Universität zu Lübeck.

## Werdegang
Christina Schües studierte Philosophie, Politologie und Literaturwissenschaften an der Universität Hamburg und an der Temple University in Philadelphia.
Ein Stipendium am „Literatur- und kommunikationswissenschaftlichen Graduiertenkolleg“ der Universität Siegen brachte sie nach dem Studienabschluss der Philosophie zurück nach Deutschland. 1993 wurde sie an der Temple University mit der Dissertation Perceptual Changes. Five Systematic Approaches in Husserlian Phenomenology zum Ph.D.promoviert. Zwischen 1992 und 1999 war sie zudem als Lehrbeauftragte für Philosophie unter anderem an den Universitäten Lüneburg und Hamburg tätig.
Im Jahr 2000 begann Schües ihre Arbeit am Institut für Sozialwissenschaften und Philosophie der Universität Vechta als wissenschaftliche Assistentin, die sie als wissenschaftliche Mitarbeiterin und akademische Rätin für Philosophie bis 2011 fortsetzte. 2007 habilitierte Schües in Vechta mit dem Thema Philosophie des Geborenseins, an derselben Universität wurde ihr 2010 der Titel „außerplanmäßige Professorin“ verliehen.
Seit April 2011 forscht und lehrt Schües als Professorin für Philosophie am Institut für Medizingeschichte und Wissenschaftsforschung (IMGWF) der Universität zu Lübeck. Zusätzlich ist sie seit dem Wintersemester 2011/12 außerplanmäßige Professorin am Institut für Kulturtheorie, Kulturforschung, Künste (IKKK) der Leuphana Universität in Lüneburg.
Christina Schües ist Vorstandsmitglied der deutschen Gesellschaft für französischsprachige Philosophie (DGFP) und der International Association of Women Philosophers (IAPh). 

## Forschungsschwerpunkte
- Klassische und nachklassische Phänomenologie
- Sozialphilosophie und Körperdiskurse
- Philosophie der Natalität und Generativität
- Philosophische Anthropologie
- Philosophie der Zeit
- Philosophie des Friedens

## Aktuelle Forschungsprojekte
- Das Kindeswohl im ethischen Konflikt
- Körperdiskurse und Transplantation
- Reproduktionsmedizin und prädiktive Diagnostik im Kulturvergleich Deutschland und Israel
- Ethische und epistemische Ungerechtigkeit
- Biophänomenologie

## Publikationen (Auswahl)
- Philosophie des Geborenseins. Alber, Freiburg 2008, Neuausgabe 2016, ISBN 978-3-495-48842-3.
- mit Pascal Delholm (Hrsg.): Zeit und Frieden. Alber, Freiburg/München 2016, ISBN 978-3-495-82739-0. (Reihe: Friedenstheorien, Bd. 2)
- mit Dorothea Olkowski, Helen Fielding (Hrsg.): Time in Feminist Phenomenology. Indiana University Press, Bloomington 2011, ISBN 978-0-253-35630-7.
- mit Christoph Rehmann-Sutter: Rettende Geschwister. Ethische Aspekte der Einwilligung in der pädiatrischen Stammzelltransplantation. mentis, Münster 2015, ISBN 978-3-95743-010-6.
- Hannah Arendt – Philosophie der Praxis als Welteröffnung. In: Thomas Bedorf, Selin Gerlek (Hrsg.): Philosophie der Praxis – Ein Handbuch. utb, Stuttgart 2019, ISBN 9783825251345, S. 179–209.
- Ethik und Fürsorge als Beziehungspraxis. In: E. Conradi, F. Vosmann (Hrsg.): Schlüsselbegriff der Care-Ethik. Campus, Frankfurt/New York 2016, ISBN 978-3-593-43544-2, S. 251–272.
- Phenomenology and the political – injustice and prejudges. In: Sara Cohen Shabot, Christinia Landry (Hrsg.): Rethinking Feminist Phenomenology: Theoretical and applied Perspectives. Rowman & Littlefield, London/New York 2018, ISBN 978-1786603746, S. 103–120.
- Vor-Urteile und Menschenbild. In: K. Ebeling, I.-J. Werkner (Hrsg.): Handbuch Friedensethik. Springer, Wiesbaden 2016, ISBN 978-3-658-14686-3, S. 175–185.
- Transzendenz in Beziehung. Zur Diskontinuität der Zeit. In: B. Liebsch (Hrsg.): Der Andere in der Geschichte – Sozialphilosophie im Zeichen des Krieges. Ein kooperativer Kommentar zu Emmanuel Levinas' "Totalität und Unendlichkeit." Alber, Freiburg/München 2016, ISBN 978-3-495-48825-6, S. 323–344.
- Auf Ungerechtigkeit antworten – Einsatzorte politischen Wahrnehmens. In: H. Landweer, I. Marcinski (Hrsg.): Dem Erleben auf der Spur. transcript, Berlin 2016, ISBN 978-3-8394-3639-4, S. 175–196.
- Changes of Perception. Five systematic approaches in Husserlian Phenomenology. In: D. Carr, K. Held, C. Lotz (Hrsg.): New Studies in Phenomenology – Neue Studien zur Phänomenologie. Lang, Frankfurt a.M./Bern/New York 2003, ISBN 978-3-631-39212-6.